# Žiar (vrch)
Žiar (757 m n. m.) je vrchol v pohoří Žiar. Nachází se v geomorfologickém podcelku Sokol, v nejvyšší, severovýchodní části pohoří, nad osadou Polerieka.

## Přístup
Na vrchol nevede značená stezka a přístupný je lesem z okolních obcí.